# Cal·ligrafia xinesa
Segons la  cal·ligrafia xinesa, o  shūfǎ  (书法), els caràcters xinesos poden ser traçats segons cinc estils històrics. Normalment, tots són realitzats amb pinzell i tinta. Aquests estils estan lligats intrínsecament a la història de l'escriptura xinesa.

## Estil del segell 篆书zhuanshu

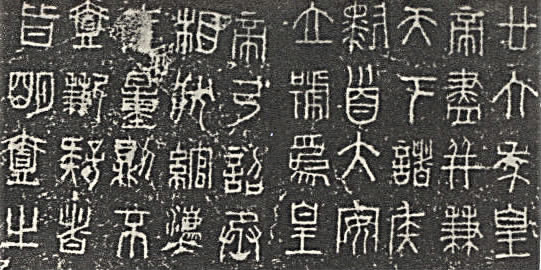
Exemple de cap al 221 aC

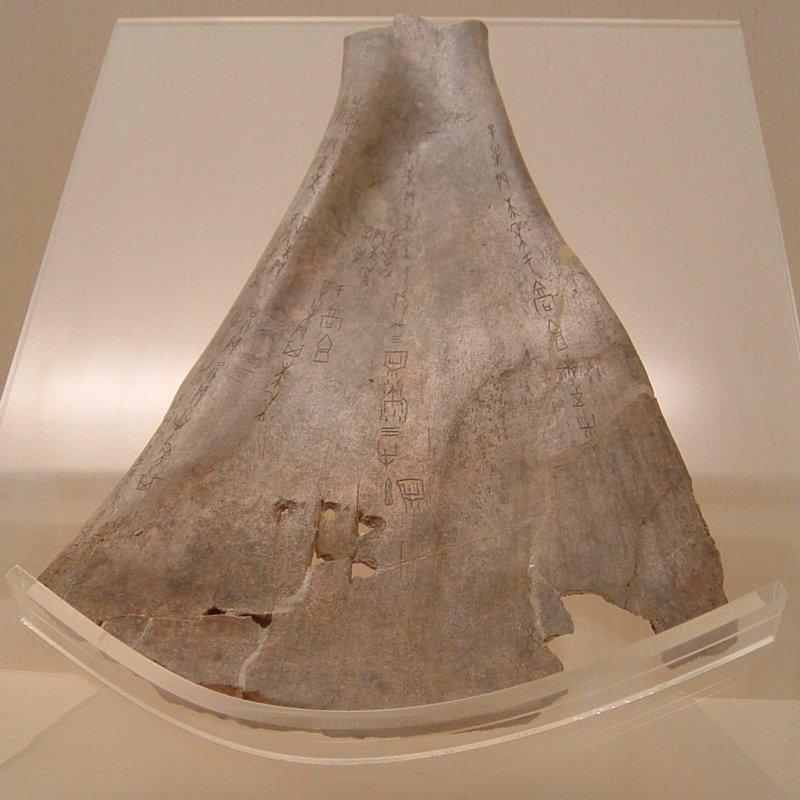
Os oracular

El més antic dels estils (amb apogeu en la dinastia 秦 Qín, 221-206 aC), correspon a una adaptació dels caràcters tal com eren gravats, que no pintats, sobre bronze o pedra. Les línies són fines i punxegudes als extrems, la curvatura no està exclosa, la forma dels caràcters és relativament lliure: aquest tipus de traç no segueix les pautes de les quals es parla en els altres estils i que són essencialment degudes al pinzell. Els caràcters encara estan bastant a prop del pictograma: la seva forma no sempre pot ser deduïda de la forma moderna, ja que són formes antigues que han sofert diverses alteracions fins a arribar a la seva forma actual. Per tant, cal aprendre el traç dels caràcters individualment i la seva lectura no és possible per al profà que no coneix més que els caràcters moderns.
Dins l'estil del segell, es poden distingir dos tipus de caràcters: el gran segell 大篆  dàzhuàn  i el petit segell 小篆  xiǎozhuàn. El primer és el més antic, irregular i el menys cura. Es remunta al segle ix aC i deriva directament de caràcters arcaics, 甲骨文  jiǎgǔwén  (sota la dinastia 商 Shang) i 金文  jinwen  (sota els 西周  XI Zhōo, Zhōo occidental), respectivament "escriptura d'oracles sobre os" gravada sobre closques de tortuga per l'endevinació del futur i "escriptura sobre bronze" sobre bronzes litúrgics. Aquestes són les primeres manifestacions autèntiques d'escriptura xinesa. No s'ha de pensar que el gran segell i els caràcters arcaics són el mateix: el gran segell és el tipus d'escriptura a traç més antic encara en ús i no l'escriptura xinesa més antiga.
La segona, el petit segell, és una estandardització i un perfeccionament del gran segell que data de la dinastia 秦 Qín, el model es deu al primer ministre de 秦始皇 Qín Shǐhuáng, 李斯 Lǐ Si (cap al 200 aC). El petit segell, reemplaçat per estils més simples i regulars, s'origina en els usos dels 汉 Hàn (del 220 al 206 aC) per més tard convertir-se en un estil purament cal·ligràfic solemne sota els 唐 Táng (618 - 907). Normalment traçat amb pinzell o gravat sobre els segells (origen del seu nom actual). El gran segell, per la seva banda, solament és estudiat per historiadors i estudiosos de l'escriptura.

## Estil dels escribes 隶书lishu

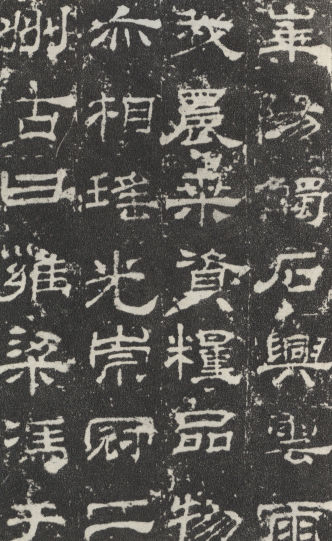
Tauleta al temple de Huashan (华山 庙 碑) cap al 100 aC

A mesura que l'administració xinesa s'afirmava gràcies al poder de l'escrit, va semblar que els caràcters d'estil del segell, complexos i poc regulars, eren un fre per a la rapidesa de comprensió i aprenentatge de l'escriptura. Va ser pels funcionaris, els escribes, pels quals -segons la tradició- 程邈 Chéng Miǎo, director de presó sota la dinastia 秦 Qin (221-206 aC), hauria creat un estil de traçat més simple a partir de l'estil del segell. Aquest nou estil segueix unes regles gràfiques determinades (vegeu a wikipedia en francès). Així, Chéng Miǎo contribuir al desenvolupament de l'aprenentatge i a la millora de la notació dels documents administratius. És per això que s'atribueix aquest estil als funcionaris (o escribes). Aquesta escriptura es fa molt comú sota la dinastia 汉 Hàn, en competència amb l'estil del segell, al qual arriba a reemplaçar completament (a excepció de la cal·ligrafia) entre els segles I i III.
Es caracteritza per traços espessos amb la punta amagada (no es veu la traça inicial i final del pinzell). Els traços són quadrats, aplanats a la zona mitjana, espaiats i tendents a desbordar pels costats. Al llarg del s. II, sota els 东汉 Dōnghàn, els Han Orientals, el perfeccionament del pinzell va portar als cal·lígrafs a donar més amplitud als traços, principalment afegint ondulacions i estirant les horitzontals.
Aquest estil és reemplaçat ràpidament, des del segle iii, per l'estil regular. No obstant això, es va continuar utilitzant en cal·ligrafia fins i tot fins als nostres dies. Dona a la composició un aire digne, sentenciós i majestuós. S'usa per tant, a part de cal·ligrafia, principalment per eslògans, citacions il·lustres i títols.

## Estil regular 楷书kǎishū

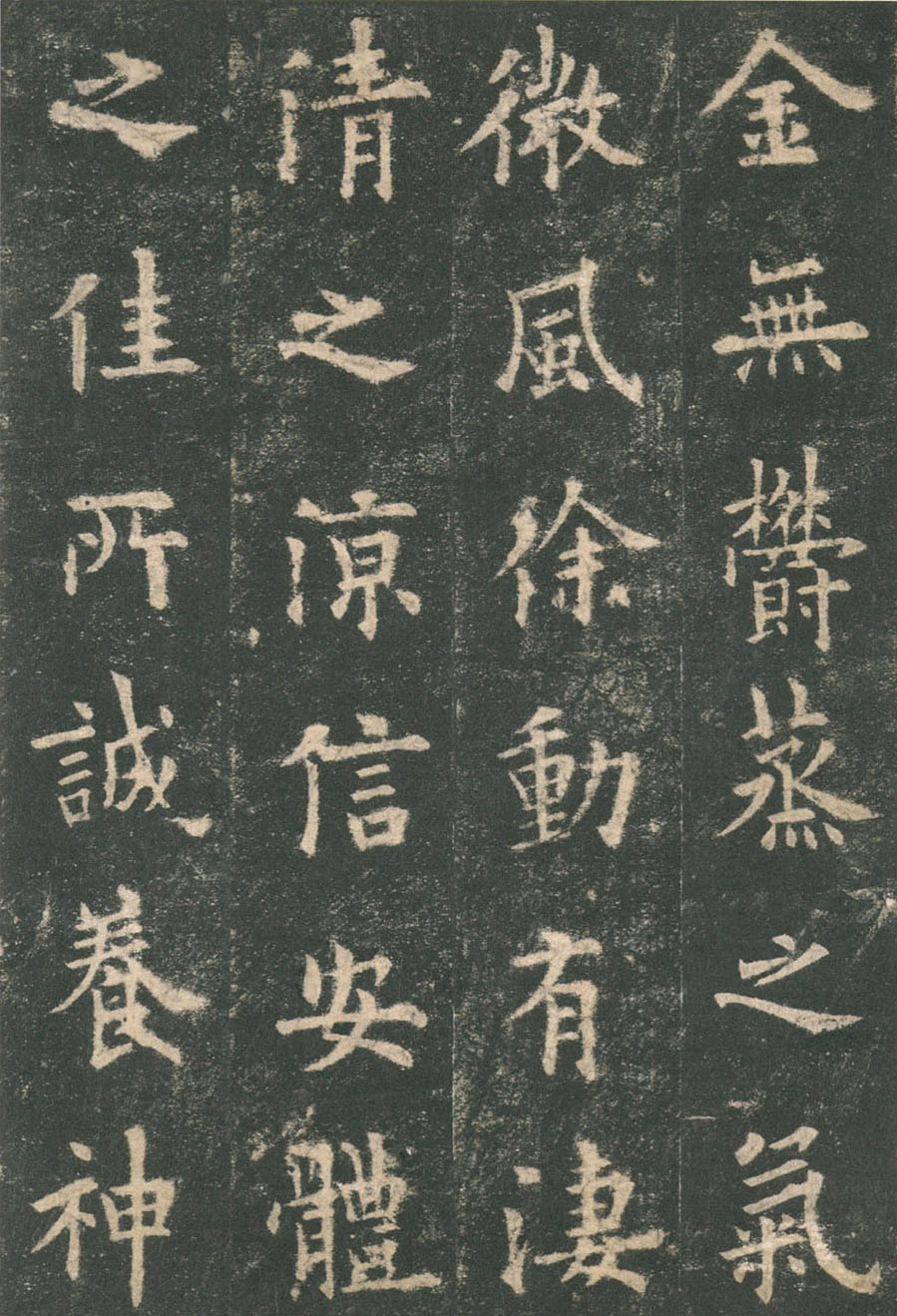
Text del famós cal·lígraf Ouyang Xun (欧阳询, 557-641).

Encara sota els 汉 Hàn, al llarg del segle iii de la nostra era, apareix aquest estil, considerat com una millora i racionalització de l'estil dels escribes. És l'escriptura estàndard o 正楷  zhèngkǎi, que té el seu apogeu sota els 唐 Táng (618 - 907 de la nostra era) en què els cal·lígrafs fixen definitivament l'estructura i la tècnica del traç. La necessitat d'una escriptura simple, el més llegible possible, molt regular, responia a les necessitats de centralització del poder. Aquesta escriptura, vector de l'administració, ha per tant participat, per la seva estabilitat, en l'hegemonia del poder imperial, fins al punt que fins a les simplificacions del 1958 i 1964 fetes a la Xina, no havia estat retocada ni modificada.
Estilísticament, es caracteritza pel respecte de les regles de traçada evocades més amunt: gran estabilitat (cap caràcter se surt del quadrat virtual), l'abandonament definitiu de les corbes directes i dels angles aguts de l'escriptura dels escriguis per un compromís més suau, la possibilitat de no utilitzar més que un nombre definit de traços fonamentals, traços horitzontals ascendint lleugerament de l'esquerra a la dreta i una modificació de les tècniques d'inici dels traços.
Existeixen dues variants de l'estil regular: la regular gran i la regular petita, respectivament 大楷  dàkǎi  i 小楷  xiǎokǎi. Les diferències entre les dues venen principalment de la tècnica del pinzell: en la regular petita, els inicis de traç són menys complexos, més fluids i la traça general és més àgil, menys rígida que en la regular gran, que és la més habitual de les dues variants.
És l'estil regular en el qual s'aprèn a traçar els caràcters actualment i en el qual s'escriu normalment quan s'intenta escriure bé. L'estil regular està molt pròxim als caràcters impresos, dels quals ja s'ha dit que de vegades presenten lleugeres diferències amb els caràcters manuscrits.

## Estil corrent 行书xingshu

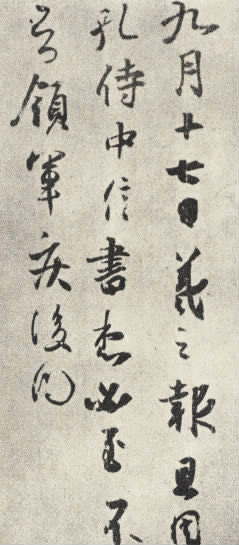
D'una carta de Wang Xizhi (王羲之, 303-361).

Com indica el seu nom, aquest estil, nascut de nou sota els 汉 Hàn, cap a la fi de la dinastia oriental (25 - 220), és una forma doble: és ràpida (els caràcters "corren") i habitual ("corrent"). L'estil neix d'una "deformació" per simplificació del traç regular. És per això que és la més utilitzada actualment per als manuscrits de la vida quotidiana. No obstant això, no és ignorada per la cal·ligrafia, lluny d'això, i tampoc és considerada una forma bastarda de la regular: posseeix en cal·ligrafia les seves pròpies regles.
Es creu que el seu creador va ser 刘德 升 Liú Desheng, dels 汉 Hàn Orientals. La perfecció d'aquest estil va ser aconseguida però per 王献 之 Wáng Xiànzhī (344 - 348) així com a 王羲之 Wang Xizhi (321 - 379), el seu pare, un dels més cèlebres cal·lígrafs xinesos, ambdós sota la dinastia 东晋 Dōngjìn, Jin Orientals (317 - 420 de la nostra era).
Traçat amb la punta d'un pinzell o amb ploma, segueix sent llegible, de ràpida escriptura i fàcilment desxifrable. No requereix aprenentatge propi, separat de la regular, ja que és una grafia gairebé cursiva, les simplificacions dels caràcters són lògiques: són estilitzacions de les unitats bàsiques nascudes naturalment del pinzell o de la ploma quan la punta no abandona el paper per a un nou traç, que s'uneixen més sovint que en l'estil regular. A més a més, els traços són més simples i directes (la punta del pinzell no torna cap enrere, moviment característic de l'estil regular).

## Estil d'herba 草书cǎoshū

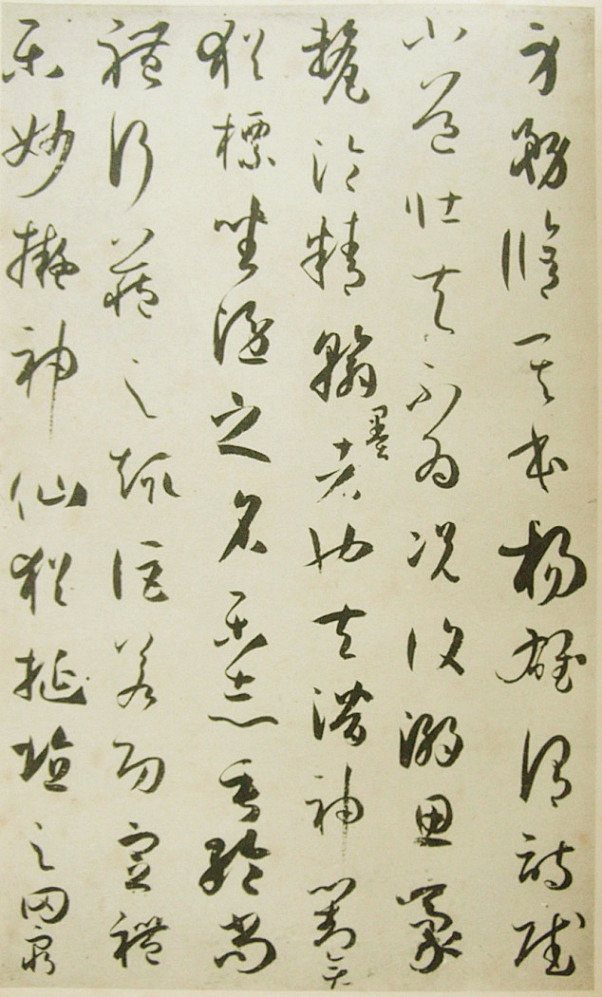
Text de Sun Guoting (孙 过 庭) cap al 650

L'últim dels estils cal·ligràfics, també anomenat  cursiva  o  escriptura boja  és sens dubte el més sorprenent. El seu nom es pot entendre de diverses formes: bé que és una escriptura agitada com l'herba (és un dels sentits de 草  cǎo) en el vent, bé que està destinada a usos efímers, com un esborrany (un altre dels possibles sentits de 草), com la palla. Lluny de ser una forma estenogràfica, nascuda de l'anterior, és un tipus d'escriptura a part sencera. El traç dels caràcters-que apareixen fortament deformats, semblen formes sense constriccions aparents, sovint lligats entre si i que s'allunyen del quadrat virtual-reposa sobre formes taquigràfiques preses dels estils anteriors. La lectura i l'escriptura d'aquest estil són reservades als cal·lígrafs i als especialistes erudits.
La història d'aquest estil, que ha sofert modificacions sovint, és complex. Es distingeixen dues cursives històriques principals, la 章草  zhāngcǎo, "cursiva dels segells" i la 今 草  jīncǎo, "cursiva nova". La primera, testificada per primera vegada en els Regnes Combatents, 战国 Zhànguó 475 aC - 221 aC, i que va ser perfeccionat sota els 汉 Hàn, deriva de l'estil dels escrivans i del segell. La segona, creada també sota els 汉 Hàn al segle ii de la nostra era, és una modificació de la  zhāngcǎo . Si caràcters de la primera cursiva estan separats uns dels altres i són relativament regulars, els del segon prenen més independència, arribant fins a l'eliminació total dels límits entre traços i caràcters. 王献 之 Wáng Xiànzhī i 王羲之 Wang Xizhi dels 东晋 Dōngjìn, Jin Orientals (317 - 420), són considerats com els mestres en la matèria.
L'estil es caracteritza principalment per un traç molt codificat dels caràcters, que són abreujats i reduïts a la seva forma fonamental i ja no es poden reconèixer a l'ull profà. Les reduccions procedents ja d'una simplificació natural del traç, de manera que el pinzell tot just s'aixeca del paper, ja de grafies estenogràfiques convencionals de vegades molt antigues, que han pogut donar naixement a alguns dels caràcters simplificats de la República Popular de la Xina. El cal·lígraf que treballa en aquest estil d'herba no obstant això no traça necessàriament els caràcters més ràpidament que als altres estils: la rapidesa és suggerida i descrita però no buscada per si. Aquest estil, en efecte, no es fa servir actualment per a esborranys: requereix un tal coneixement de l'escriptura xinesa i la seva història i un tal mestratge de la tècnica que s'ha reservat principalment per a l'art. De fet, tot cursiva, l'estil d'herba es traça més sovint amb cura.
Es pot parlar fàcilment d'art abstracte i d'idealització de l'escriptura, estant aquesta només esbossada, estant escrits més els moviments que els traços.
El sil·labari japonès Hiragana va derivar d'aquesta escriptura cursiva de certs caràcters, usats fonèticament com man'yōgana.

## Els diccionaris d'estils
Per ajudar tant els cal·lígrafs com als aficionats, hi ha diccionaris d'estils, que donen per a cada un dels caràcters xinesos esmentats les cinc grafies (de fet sis comptant la varietat impresa, que pot diferir lleugerament de la grafia regular).